# Кошеленко, Геннадий Андреевич
Генна́дий Андре́евич Кошеле́нко (21 января 1935, Омск — 5 августа 2015, Москва) — советский и российский археолог, специалист в области истории Древней Греции, античного Причерноморья и эллинистического Востока. Доктор исторических наук, профессор. Член-корреспондент Российской академии наук (2006) и французской Академии надписей и изящной словесности (2009). Заслуженный деятель науки РФ (1999).

## Биография
В 1952—1957 годах обучался на историческом факультете МГУ им. М. В. Ломоносова, специализировался по кафедре истории Древнего мира. С 1959 года — в аспирантуре Института археологии АН СССР; под руководством В. Д. Блаватского защитил кандидатскую диссертацию «Культура городов Парфии» (1963). Младший научный сотрудник ИА (1963—1966). С 1966 года — заведующий отделом, учёный секретарь Всесоюзной научно-исследовательской лаборатории по реставрации музейных художественных ценностей (первоначально — Центральная научно-исследовательская лаборатория реставрации и консервации при НИИ ТИППСА), с 1972 года — старший научный сотрудник ИНИОН, с 1974 года — старший научный сотрудник Института археологии. С 1975 года — по совместительству доцент исторического факультета МГУ (до 1982 года читал курс истории Древней Греции и до 1985 года — спецкурсы). Доктор исторических наук (1979, диссертация «Греческий полис на эллинистическом Востоке»), профессор, заведующий кафедрой истории Древнего мира и Средних веков МГПИ им. В. И. Ленина (1980—1990). Ведущий научный сотрудник, заведующий сектором античной (классической) археологии ИА АН СССР (РАН) (1979—2008), с 2008 года — главный научный сотрудник, член учёного совета Института.
Член-корреспондент Российской академии наук с 25 мая 2006 года по Отделению историко-филологических наук (всеобщая история), Германского археологического института и Итальянского института Африки и Востока. Член редколлегий журналов «Вестник древней истории» (был заместителем главного редактора), «Dialogues d’histoire ancienne» и «Revue archéologique» (Франция), «Parthica» (Италия); член редакционных советов журналов «Российская археология», «Проблемы истории, филологии, культуры» и «Syria». Эксперт РГНФ, соучредитель некоммерческого партнёрства «Историко-культурное наследие Кубани». Член бюро Российской ассоциации антиковедов.
Был женат на Л. П. Маринович, известном историке-антиковеде.
Скончался 5 августа 2015 года. Похоронен на Перепечинском кладбище Москвы (участок 85У).

## Научная деятельность
Начиная с 1953 года участвовал в Пантикапейской, Синдской, Анапской, Азово-Черноморской подводной и археологических экспедициях. Руководил археологическими отрядами в Южно-Туркменистанской комплексной (1963—1966), Бактрийской (1976—1978), Сурхан-Дарьинской (Узбекистан) и Советско-Йеменской комплексной экспедициях. В 1976—1978 годах — начальник отрядов института археологии и этнографии АН Туркменской ССР. С 1980 года — начальник Среднеазиатской экспедиции Института археологии (раскопки Старой Нисы, Мансур-депе, Эрк-калы, Гебеклы). В разное время сотрудничал с Французской археологической делегацией в Афганистане (раскопки Ай-Ханум) и Франко-Сирийской археологической экспедицией (раскопки в Дура-Европос).
В изучении античной истории к достижениям Г. А. Кошеленко относят созданную им концепцию дихотомии «город — полис», принятую в настоящее время большинством исследователей. Учёным разработана концепция эллинистического Востока как цивилизации колониального типа, ставшая базовой для последующих исследований историков и археологов-востоковедов; кроме того, впервые в российской историографии была дана всеобъемлющая характеристика культуры Парфии — могущественного соперника Римской империи. Значительным вкладом в науку стало создание археологической карты Мервского оазиса — древней Маргианы (1989—1996).
Г. А. Кошеленко является одним из основоположников подводной археологии в СССР (раскопки в Крыму и на Тамани); он был в числе первых гражданских лиц, получивших удостоверение лёгкого водолаза-аквалангиста. Автор около 450 научных публикаций. Подготовил двух докторов и более 20 кандидатов исторических наук.

## Основные работы
Книги
- «Открытие затонувшего мира» (М., 1963, в соавт. с В. Д. Блаватским);
- «Культура Парфии» (М.,1966);
- «Родина парфян» (М.,1977);
- «Греческий полис на эллинистическом Востоке» (М.,1979);
- «Древний Мерв в свидетельствах письменных источников» (Ашгабат, 1994, совм. с А. Н. Бадером, В. А. Гаибовым и А. Г. Губаевым);
- «Античная демократия в свидетельствах современников» (М.,1996, совм. с Л. П. Маринович);
- The archaeological map of the Murghab Delta. Preliminary Reports 1990–1995. Roma, 1998 (co-auth.);
- «Судьба Парфенона» (М.,2000, в соавт. с Л. П. Маринович);
- «Археология Афганистана: в дни мира и дни войны» (2014, в соавт. с В. Г. Гаибовым и Р. М. Мунчаевым)

Статьи
- «История Древнего мира и „новые методики“» // «Вопросы истории», № 8, 1982 (в соавт. с Е. С. Голубцовой);
- «Древнегреческий полис» // «Античная Греция: проблемы развития полиса. Т. 1» (1983);
- «Александр Македонский в Маргиане» // «Вестник древней истории», 2000, № 1 (в соавт. с А. Н. Бадером и В. А. Гаибовым);
- Математические фантазии и исторические реалии. По выступлению на конференции «Мифы „новой хронологии“» // Новая и новейшая история. 2000. № 3 (в соавт. с Л. П. Маринович);
- «От величия к падению: Спарта в кон. V — нач. IV вв. до н. э.» // «Переходные эпохи в социальном измерении: история и современность» (2003, в соавт. с Л. П. Маринович);
- «Новое о парфянской культуре: раскопки в Мервском оазисе» // «Вестник истории, литературы, искусства. Т. 2» (2006, в соавт. с В. А. Гаибовым);
- «Юго-западный район Мервского оазиса» // «Проблемы истории, филологии, культуры. Т. 21» (2008, в соавт. с В. А. Гаибовым);
- «Бактрийский царь в кочевнической трактовке» // «Проблемы истории, филологии, культуры. Т. 22» (2008, в соавт. с В. А. Гаибовым);
- «Судьба Кабульского музея» // «Российская археология», 2009, № 4 (в соавт. с Р. М. Мунчаевым);
- «Эллинистический полис» // «Античный полис» (2010);
- «О ранних памятниках буддийского искусства на Великом шёлковом пути» // «Российская археология», 2010, № 2;
- «„Открытие затонувшего мира“: 50-летний юбилей редкой книги» // «Нептун», 2012, № 6

Автор глав и разделов в коллективных трудах «Историография античной истории» (1980), «Источниковедение Древней Греции (эпоха эллинизма)» (1982), «Источниковедение истории Древнего Востока» (1984), «История Древней Греции» (1986; 5-е изд. 2005), «Древние цивилизации» (1989). Соавтор ряда школьных учебников и пособий по всеобщей истории, редактор периодических сборников «Нумизматика и эпиграфика» и «Древности Боспора».